# گنان‌لی
گنان‌لی (ترکی آذربایجانی: Genanly) یک منطقهٔ مسکونی در جمهوری آرتساخ است که در استان کاشاتاق واقع شده‌است.